# Дом Скизерли (Таганрог)
Дом Скизерли — памятник архитектуры, истории и культуры, который располагается по адресу Тургеневский переулок, 3, город Таганрог Ростовской области.

## История
В 1840-х годах в Тургеневском переулке, 3 в Таганроге был построен новый двухэтажный дом по проекту архитектора Патрико. Его первой владелицей оказалось жена турецко-поданного Мария Рафаиловна Ксантопорсова. Часть дворовых построек, находившихся по этому адресу, значилась как домовладение семейства Паласовых. В 1860-х годах особняк стал собственностью вдовы титулярного советника Надежды Ивковой. В конце XIX века дом опять поменял владельца: им стал личный почётный гражданин Таганрога Василий Власович Скизерли. Некоторая часть помещений дома Скизерли была отведена для нужд Российского Общества страхования и транспортировки кладей. Стоимость здания оценивалась в 12 тысяч рублей. В собственности семьи Скизерли дом находился до наступления 1920-х годов. С 1992 года дом признан памятником архитектуры и охраняется законом.

## Описание
Двухэтажный дом бы возведён на каменном фундаменте. На крыше был установлен парапет. Фасад дома украшал развитый венчающий карниз, под которым располагался фриз из лепных акантовых листьев. Сандрики в виде лучковых и треугольных фронтончиков и филёнок располагались над окнами. Каменная арка возвышалась над калиткой, ворота были украшены полуколоннами.